# Lili Kolisko
Lili Kolisko (* 2. September 1889 in Wien; † 20. November 1976 in Gloucester) war eine österreichische Anthroposophin. Sie wurde vor allem bekannt durch die Entwicklung der Steigbildmethode und ihren empirischen Forschungen zu homöopathisierten Substanzen.

## Leben
Kolisko wurde als Tochter eines Schriftsetzers in Wien geboren. Nach dem Abitur meldete sie sich 1914 als freiwillige Helferin zur Arbeit in einem Wiener Lazarett. Sie heiratete 1917 den Arzt Eugen Kolisko. Mit ihrer 1919 geborenen Tochter zogen sie im Jahr 1920 nach Stuttgart, wo Eugen Kolisko als Lehrer und Schularzt an der neu gegründeten Stuttgarter Waldorfschule engagiert wurde. Kolisko und ihr Mann nahmen regen Anteil an der Anthroposophischen Gesellschaft und standen in engem Austausch mit Rudolf Steiner.
1934 emigrierte die Familie Kolisko nach einem kurzen Aufenthalt in Unterlengenhardt nach England. Nach dem Tod von Eugen Kolisko 1939 übersetzte sie die Arbeiten ihres Mannes ins Englische und gründete das Kolisko-Archiv.
In den 1950er-Jahren reiste sie mehrmals nach Deutschland und in die Schweiz, um dort von ihren Studien zu berichten. 1976 starb sie im englischen Gloucester.

## Schaffen
Kolisko ist die Begründerin der pseudowissenschaftlichen Steigbildmethode, eine sogenannte bildschaffenden Methode aus der anthroposophischen Forschung. Das Verfahren dient dort zur Beurteilung und Qualitätsbegutachtung von Pflanzen, Lebensmitteln und biologischen Substraten. Die Steigbildmethode wurde von Rudolf Hauschka weiterentwickelt.
Koliskos und Ehrenfried Pfeiffers Studien zur Kupferchloridkristallisation bilden die Grundlage für die Entwicklung der biologisch-dynamischen Landwirtschaft.
1961 stellte sie die Biografie ihres Mannes Eugen Kolisko fertig.

## Werke
- Milzfunktion und Plättchenfrage. Der Kommende Tag AG Verlag, Stuttgart 1922.
- Physiologischer und physikalischer Nachweis der Wirksamkeit kleinster Entitäten. Arbeitsgemeinschaft Anthroposoph. Ärzte, Stuttgart 1923. Neuausgabe: Verlag am Goetheanum, Dornach 1997, ISBN 978-3-7235-0994-4.
- Die Landwirtschaft der Zukunft. Mit Eugen Kolisko, Schaffhausen 1953.
- Eugen Kolisko. Ein Lebensbild. Selbstverlag, Gerabronn 1961.